# 中國共產黨高雄市工作委員會
中國共產黨台灣省高雄市工作委員會，簡稱高雄市工作委員會、高雄地委、中共高雄市委，是中国共产党在中華民國台湾省高雄市（現中华民国高雄市）的地方组织，是中共台湾省委的派出机构。
中共高雄市委作為中國共產黨設置於台灣高雄市之外圍組織，成立於1947年。以讀書會形式及三七五減租、工運活動為主，組成分為多線多個階段。1947年成立初期由葉紀東組織，洪幼樵介紹劉特慎到屏東潮州中學任教，發展屏東地區佳冬、屏東、內埔、溪洲等支部。台南市工委書記李媽兜則發展出岡山區工委
，至1948年後發展成地方組織與工廠組織兩種，由陳澤民領導，下轄教員支部、路竹支部、大碑湖支部、左營支部、燕巢支部、高雄工業職業學校支部。工廠組織包含，橋頭糖廠支部、高雄煉油廠支部、九曲塘工業小組、工礦公司高雄機械廠支部、高雄水泥廠支部、台灣省鐵路局高雄機械廠支部、高雄鋁業工廠支部、高雄肥料廠支部、唐榮鐵工廠支部等。以及由陳澤民直屬領導的高雄海關姚家本與台南機場陳鴻平，另由朱子慧及李份成立附隨組織台盟高雄支會，洪文慶發展的台盟枋寮分會等。組織成員的破獲分成幾個階段，初期蔡孝乾、陳澤民落網後的供詞，第二階段是政府辦理自新之後自新人員所供述的供詞，之後又因為自新供詞中的相關人落網從1950年一直延續到1960年，由於自新人員多達18人，包含書記陳澤民、莊丁泮、鍾全如、邱捷昌、林坤、林益三、楊振成、吳俊謙、李丁福、許開傳、陳少廷、柯五龍、黃取、許暢、羅冬梨、蕭道應、黃怡珍等，先後逮捕相關聯的支部成員等達三百多人。此相關「匪諜案」共有56人遭槍決，161人被判2至15年有期徒刑，17人受感化教育，32人受羈押數月，16人無罪釋放，株連政治犯甚多。

## 成立背景
中国抗日战争结束後，部分台籍青年同情中共遭遇，並對毛澤東提出的新民主主義心生嚮往，以此，在知識份子之間開始出現大幅度的左傾，1945年開始，國府與共產黨的爭鬥益加劇烈，自此，中共開始大量滲透到国民党统治區，及至1946年沈崇案發生，國府聲望一落千丈，各地學潮不斷，而大學生甚至為支持共產主義遊行，並瘋狂引為風尚，此時期加入共產黨的台籍青年如吳克泰、陳炳基及部分中共派遣的學者、潛伏者，結合在台的同志，開始加入解放台灣的工作。早在1946年海南及其他國府掌控區域即不斷發生，然而當時無法可作為依據進行逮捕及審問。1947年二二八事件後，大量台籍菁英左傾，加上當時國府在中國大陆戰事節節敗退，猶如風中殘燭，激起有志青年加入中共解放台灣的工作，甚至少部分投機者認為國府不可能支撐超過一年。中共派遣蔡孝乾、張志忠等加入共產黨的台灣人，結合過去老台共如廖瑞發與過去親共的反日青年相結合。在1947年之後，地下黨的組織快速膨脹，高雄市工作委員會就是在這種背景下誕生。

## 历史

### 成立
臺灣省工委書記蔡孝乾，1946年來台後積極與老台共成員接觸，並吸收了郭琇琮、鍾浩東、廖瑞發、李媽兜，中共派遣張志忠、洪幼樵來台。葉崇培，高雄人，當時是延平中學學生，1947年二二八事件時領導抗爭而流亡，透過廖瑞發認識鍾浩東加入共黨，返回故鄉高雄後鍾浩東介紹邱連球與葉崇培一起發展屏東地區的地下組織；李媽兜吸收李武昌建立岡山區委會，朱子慧、李份等核心幹部陸續加入，1948年6月，蔡孝乾率核心幹部十人（朱子慧、李武昌、李媽兜、計梅真、洪幼樵、唐海光、孫古平、郭琇琮、陳添福、張志忠）飛往香港參加「香港會議」。會後上海局陳澤民隨行派遣至臺灣擔任省工委副書記及組織部長協助發展臺南、高雄、屏東組織。陳澤民負責高雄市工作委員會領導朱子慧、李份、劉特慎及李武昌  。劉特慎領導屏東、內埔、溪洲等支部、蕭道應負責佳冬支部，李武昌成立岡山區工委，蘇文安任書記，朱子慧成立教員支部、路竹支部、大碑湖支部、左營支部由林正忠、盧燦圭、林老得、孫順地等分任聯絡人。燕巢支部黃溫恭、李份成立工廠組織，高雄煉油廠支部許開傳、徐國維領導高雄工業職業學校支部、九曲塘工業小組、高雄機械廠支部郭雙才、岡山支部林益三、橋頭糖廠許暢、高雄水泥廠支部謝添火、台灣省鐵路局高雄機械廠支部蘇清源、高雄鋁業工廠支部董登源、高雄肥料廠支部黃有智、唐榮鐵工廠孫輝星、司機工會葉飛豹。另有朱子慧成立之附隨組織台盟高雄支會、枋寮分會等。

### 解散
1949年8月，光明報事件造成基隆市工委會與台北市工委會的組織相繼淪陷。情治機構於是藉此展開嚴密偵查，並逮捕蔡孝乾，情治單位刻意放走蔡孝乾後，1949年11月1日誘捕陳澤民，不久蔡孝乾再次落網，蔡孝乾變節後全省展開大搜捕，張志忠、洪幼樵等13名重要幹部落網，宣告省工委的覆亡。陳澤民口供中明確將組織全盤托出，連帶造成李媽兜所領導的台南市工委組織被陸續破獲，李媽兜流竄半個台灣並四處借宿借款，持續吸收成員，牽連甚至擴及雲林、阿里山等地。
由於早年口述歷史許多當事人有所顧忌，但隨著整個社會氛圍的改變，近年陸續坦露出其參加地下黨的事實、宣示、發展乃至群眾工作，許多過去被掩蓋真相，逐漸被發掘出來，當時表示不清楚不知道的無辜受害者，開始講述其加入共產黨的過程與心路歷程，對於當時宣稱不認識的人，也開始講述其認識與介紹加入共產黨的過程，如林麗南對高添丁與廖瑞發見面引薦加入共產黨經過。有驚人記憶力的陳英泰，鉅細靡遺的紀錄了組織成員與他們的故事。
許多參與共黨的民眾，早在日治時期即接觸馬克思主義或參加社運活動，總督府當局對於參與活動者多半僅有一年不到的有期徒刑。1949年由於國府戰敗後民心渙散，大多數省工委成員都認為台灣可能跟海南島一樣短期間內就解放，韓戰爆發之後，情勢急轉直下，在軍法處的省工委要角自知由於案情嚴重可能遭重判，除了張志忠反抗，其餘幹部都選擇自新，高雄市工委覆滅。而高雄市工委又因為自新的人員與時間拉長，致使同一組織長達十多年間仍爆出多起匪諜案件，牽連甚廣。

## 他案
「高雄市工作委員會案」書記陳澤民供出朱子慧、李份、劉特慎及李武昌的組織，加上自新檢舉案類複雜，直到1960年代，高雄市工委案相關的白色恐怖案件計有劉特慎、丁開拓、陳山水、李份、何玉麟、陳成法、朱子慧、謝清風、尹和全、蔡國家、周清連、張文興、許上明、許文治、鄭清標、戴金豆、簡開用、方豆埔、許燈炎、許壽山、徐國維、張錦生、姚家本、陳鴻平、鄭團麟、賴傳盛、邱連球、朱新登、李武昌、林紹華、
陳  見、戴秋霖、蘇文安、張  駕、劉森田、張崑泰、李東鍊、林崑烈、蔡水岸、戴水德、林東福、張耀宗、黃啟明、許土龍、陳清祈、黃溫恭、陳廷祥、許火樹、莊水清、張水波、
黃文陸、蔡福泉、郭雙才、孫輝星、李發、孫順池，56名被判處判死刑。
- 高雄市工作委員會案包含朱子慧、劉特慎、李份、丁開拓、何玉麟、陳山水、陳成法等7人死刑，其餘分屬以下各部組織成員[8]。

- 陳澤民直屬領導姚家本，負責海關情報偵蒐，本案姚家本、張錦生被判處死刑[13]。另一陳澤民領導潛伏於台南機場的陳鴻平也因案被判死刑[7]。

- 岡山區工委李武昌案，由李媽兜吸收組成，交由陳澤民領導[14]，陳福星重組織省工委於1952年自新後，因自新人員莊丁泮、林益三的供述，書記蘇文安、李武昌、李東鍊、張崑泰、蔡水岸、朱新登、林紹華、陳見、戴秋霖、張駕、劉森田、林崑烈、李發、戴水德、林東福、張耀宗、黃啟明，共17人死刑，吳榮泰等12人5年至15年有期徒刑，彌陀鄉長李龍飛徒刑三年[15]。至1952年許暢自新後，直接造成許火樹被判死刑。

朱子慧發展領導組織如下：
- 路竹支部 盧燦圭有期徒刑10年[8]。
- 燕巢支部 黃溫恭、許土龍、陳清祈、陳廷祥，4人死刑，因黃溫恭選擇自首，卻沒有供出陳廷祥等人，以自首不誠處死刑。呂碧全等5人感化三年[16]。
- 左營支部 聯絡員林老得有期徒刑10年[8]。
- 大湖支部 聯絡員孫順地有期徒刑10年，劉順興等3人徒刑5年[8]。
- 教員支部 聯絡員林正忠等4人有期徒刑10年。葉安謙等3人徒刑5年[8]。

- 高雄工職支部 由徐國維從台南至高雄、屏東發展，楊振成、吳俊謙兩人自首，尹和全、蔡國家兩人死刑。12人5至15年有期徒刑[17]。

李份發展領導組織如下：
- 高雄機械廠支部 孫古平領導，後交由郭雙才、孫輝星，本案郭雙才、孫輝星兩人判死刑[18]。1954年保密局偵查出張水波與張崑泰之關係，張水波、黃文陸、蔡福泉，三人被判死刑。何阿老、張強霸、洪來全等12人判處有期徒刑3至12年不等[19]。1960年吳添丁自首，導致吳添丁、張萬枝、洪天從、鄭進安、吳清共5人判處有期徒刑2至12年不等。
- 高雄煉油廠支部 支部許開傳自首，造成周清連、張文興、許上明、許文治、鄭清標、戴金豆、簡開用、方豆埔共8人被判處死刑。周明鴻等3人10年有期徒刑[20]。
- 高雄水泥廠支部 聯絡員謝添火有期徒刑10年，何朝根、莊識宰有期徒刑5年[8]。
- 台灣省鐵路局高雄機械廠支部 聯絡員蘇清源有期徒刑10年。林允成等3人有期徒刑5年[8]。
- 高雄鋁業工廠支部 聯絡員董登源等3人有期徒刑10年。李能賀等3人有期徒刑5年[8]。
- 高雄肥料廠支部 聯絡員李梆鈴有期徒刑10年，黃有智、陳石碖有期徒刑5年[8]。1959年黃取自首投案，牽連黃牛槓被判處有期徒刑3年。
- 唐榮鐵工廠支部 謝清風死刑。孫茂興等7人有期徒刑3至15年[21]。
- 運輸工人葉飛豹有期徒刑10年。謝南欽等6人受感化教育3年。

- 九曲塘工業小組 由徐國維所發展之小組，以九曲塘永豐餘紙廠為據點發展， 本案主要成員柯五龍自首，許燈炎、許壽山、徐國維三人被判處死刑。黃相彬等15人有期徒刑[22]。

劉特慎發展領導組織如下：
- 屏東、內埔、溪洲等支部劉特慎與邱連球領導，邱連球因鍾全如、邱捷昌自首供出其領導身分，被判處死刑[23]，李清增、古有桂有期徒刑10年。
- 佳冬支部 蕭道應於陳福星重組織省工委於1952年自新，羅冬梨、李丁福自首，鄭團麟、賴傳盛兩人被判處死刑。蕭信棟等8人有期徒刑[24]。